# Pierre Bassan
Pour les articles homonymes, voir Bassan.
Pierre Bassan, né le 22 juin 1917 à Paris et mort le 5 mai 2010 à Pont-l'Évêque, est un résistant, responsable associatif et homme politique français.

## Jeunesse, guerre et résistance
Diplômé des hautes études commerciales en 1939, il est mobilisé comme officier d'artillerie dès le début de la guerre, puis fait prisonnier. Evadé, il est affecté au chantier de jeunesse de Lapleau, qu'il quitte début 1941. Il s'engage alors dans la résistance, au sein du réseau dirigé par son père, Robert Bassan. Après le démantèlement de ce réseau, en octobre 1941, son père est arrêté, puis condamné à mort et exécuté en 1944. Sa mère, Georgette Cohen, est elle aussi arrêtée et meurt ensuite en déportation.En 1943, Pierre rejoint le maquis, en Corrèze, et participe aux combats de la résistance jusqu'à la Libération. En 1944, il est officier des Forces françaises de l'intérieur. Son action lui vaut la Croix de Guerre, ainsi que la médaille des évadés et celle des engagés volontaires.Démobilisé, il est entre dans l'administration militaire des territoires occupés par la France en Allemagne. Après 1949, il obtient un emploi dans l'industrie aéronautique, dans l'entreprise de Marcel Dassault.

## Un engagement politique auprès de  Mendès-France, du parti radical au PSU
Comme son père avant lui, Pierre Bassan adhère au parti radical, en 1952, et milite à Levallois-Perret. Proche politiquement de Charles Hernu, dont il est un ami, il participe aussi au Club des Jacobins dès 1953, dont il devient le trésorier.Il suit ensuite la même trajectoire que Mendès, participant en 1959 à la création du Comité d'action démocratique, puis au Parti socialiste autonome à l'automne, qui se fond dans le nouveau Parti socialiste unifié l'année suivante. Au sein du PSU, il participe au courant mendésiste, mené par Pierre Bérégovoy et Charles Hernu. À ce titre, il siège au comité politique national dès 1961, puis au bureau national à partir de 1963.

## Du PSU au nouveau Parti socialiste
En 1966, il rompt avec Mendès qui, malgré les divergences de plus en plus fortes avec la direction du parti, reste au PSU, et décide de participer à la création de la Convention des institutions républicaines, dirigée par François Mitterrand.Délégué départemental de la CIR pour les Hauts-de-Seine, il participe à la création du nouveau Parti socialiste, en 1971, à l'occasion du Congrès d'Épinay. Plusieurs fois candidat, souvent de témoignage ou en position non éligible, lors d'élection locale, il se consacre principalement à la commission nationale de la défense du parti, toujours auprès de Charles Hernu.

## Responsable d'associations d'anciens combattants
À partir des années 1970, il se consacre essentiellement aux associations d'anciens combattants. Membre de l'association des anciens combattants prisonniers de guerre dès 1952, puis après 1960 de la Fédération nationale des combattants républicains, il devient secrétaire national de cette fédération en 1978, avant de la présider en 1986.En 1989, il devient secrétaire général de l'Union française des associations de combattants.En 1990, il est nommé au conseil national de la vie associative.